# Amegilla nigricornis
Amegilla nigricornis es una especie de abeja excavadora perteneciente al género Amegilla, categorizada en la tribu Anthophorini, de la subfamilia Apinae.
Fue descrita científicamente por el entomólogo ruso Ferdinand Ferdinandovich Morawitz en 1873. Aparece registrada y publicada en una sección de Neue Suedrussische Bienen. Horae Societatis Entomologicae Rossicae, Vol. 9 de 1873.

## Distribución y hábitat
La especie se distribuye por Asia, en Rusia, Armenia, Turkmenistán, Uzbekistán, Kazajistán, China, Mongolia, Pakistán y Afganistán. Suele habitar en llanuras, montañas bajas y variedad de paisajes semidesérticos. También ha sido reportada en jardines, huertas y riberas de ríos.